# Колония-эль-Треболь
Колония-эль-Треболь (исп. Colonia el Trébol) — посёлок в восточной части Мексики, на территории штата Веракрус. Входит в состав муниципалитета Наранхос-Аматлан.

## Географическое положение
Колония-эль-Треболь расположен в северо-восточной части штата, к югу от реки Танкочин, на расстоянии приблизительно 210 километров к северо-северо-западу (NNW) от города Халапа-Энрикеса, административного центра штата. Абсолютная высота — 77 метров над уровнем моря.

## Население
Согласно данным, полученным в ходе проведения официальной переписи 2005 года, в посёлке проживало 702 человека (334 мужчины и 368 женщин). Насчитывалось 190 домов. По возрастному диапазону население распределилось следующим образом: 42,7 % — жители младше 18 лет, 52 % — между 18 и 59 годами и 5,3 % — в возрасте 60 лет и старше. Уровень грамотности среди жителей старше 15 лет составлял 95,2 %.
По данным переписи 2010 года, численность населения Колония-эль-Треболя составляла 909 человек. Динамика численности населения посёлка по годам:
| 2000 | 2005 | 2010 |
| ---- | ---- | ---- |
| 306  | 702  | 909  |